# Euplerinae
Euplérinés
Sous-famille
Les Euplérinés sont une sous-famille des eupléridés, des carnivores féliformes endémiques de Madagascar.

## Taxonomie
La sous-famille des Cryptoproctinae, qui ne comprenait que le seul genre des Cryptoprocta Bennett, 1833, a été supprimée en 2005 et remplacée par cette sous-famille des Euplerinae.

## Liste des genres et espèces
Selon ITIS et MSW :
- genre Cryptoprocta  Bennett, 1833
  - Cryptoprocta ferox - Fossa
- genre Eupleres  Doyere, 1835
  - Eupleres goudotii - Euplère de Goudot
- genre Fossa  Gray, 1865
  - Fossa fossana - Civette malgache